# Lyngsnerre
Lyngsnerre (Galium saxatile), ofte skrevet lyng-snerre, er en flerårig, 15-35 centimeter høj plante i krap-familien. Den er tuedannende og stærkt grenet med talrige tynde og 4-kantede, glatte stængler. På blomstrende skud sidder de omvendt ægformede blade i 6-tallige kranse, mens de sterile skud har blade, der oftest sidder i 4-tallige kranse og er næsten lige så brede som lange. Kronen er 2,5-4 millimeter i diameter. Planten bliver sort ved tørring. Arten forekommer kun i Vest- og Mellemeuropa og er hyppigst i kystnære områder.
I Danmark er lyngsnerre temmelig almindelig på heder, overdrev og i skovbryn. Den blomstrer i juni til august.